# Falc
Falc S.p.A., è un'azienda multinazionale con sede in Italia che produce calzature.

## Storia
Falc nasce nel 1974 a Civitanova Marche (MC). Il nome Falc deriva da "Falchetti", soprannome degli abitanti della città alta. Falc inizia la sua produzione di calzature da bambini nel 1982 con il marchio Falcotto, a cui si aggiunge nel 1988 il marchio Naturino. Oltre a numerose licenze susseguite negli anni, a partire dagli anni 2000 Falc amplia il proprio porfolio con i brand Voile Blanche, W6YZ, Flower Mountain e Candice Cooper (quest'ultimo acquisito nel 2020 durante il periodo di pandemia).
La produzione annua di Falc supera i 2 milioni di paia di calzature, organizzata in 3 stabilimenti produttivi e filiali commerciali negli Stati Uniti, Canada, Cina, Francia e Germania. L'azienda distribuisce in oltre 5000 punti vendita, di cui 50 negozi esclusivi.

## Il gruppo
Al gruppo appartengono i seguenti brand:
- Naturino
- Falcotto
- Voile Blanche
- W6YZ
- Flower Mountain
- Candice Cooper